# Ruồi bầy đàn
Ruồi bầy đàn hay còn gọi là ruồi đàn (Danh pháp khoa học: Pollenia rudis) là một loài ruồi trong họ Calliphoridae. Chúng có tên như vậy bởi vì chúng có thói quen tụ tập thành bầy khi chúng nghỉ đông, thường trên cao, mái vòm, hay khung cửa sổ. Loài này phổ biến trên khắp nước Mỹ trừ khu vực giáp ranh vịnh Mexico.

## Đặc điểm
Chúng có phần lớn hơn và có màu thẫm hơn ruồi nhà. Ruồi bầy không giống như ruồi nhà, khi chúng nghỉ, cánh nọ vắt lên cánh kia. Chuyển động của chúng cũng chậm hơn nhiều so với ruồi nhà. Sự hiện diện của vài cái lông vàng, xoăn lại ở hai bên ngực của loài ruồi này giúp ta phân biệt với bất cứ loài ruồi nhà nào khác thuộc họ calliphorid ở Bắc Mỹ.

## Tập tính
Chúng đẻ trứng bừa bãi vào các khe, kẽ trên mặt đất, ấu trùng mới sinh ra sẽ thâm nhập vào cơ thể của một số loài giun đất và sống ở đó khoảng 11 đến 14 ngày. Khi trưởng thành chúng chui ra khỏi giun đất, phát triển thành nhộng và lên trên mặt đất. Vào những mùa thu các con trưởng thành tụ họp lại trên các khoảng trống của nhà cửa, đặc biệt là trên tường. Chúng có thể bay vào nhà qua các lỗ nhỏ vì vậy những màn chắn luôn có tác dụng.
Vào những ngày ấm áp mùa đông cũng như đầu mùa xuân, chúng thường dời những nơi cư ngụ này với số lượng lớn và bị mắc bẫy trong nhà. Chúng ta cũng thường thấy chúng xuất hiện phía ngoài vào những ngày mùa đông, đặc biệt là trên những bức tường phía Nam và phía Đông vì những bức tường này thường ấm bởi mặt trời chiếu suốt ngày. Chúng không gây ra tai hại cụ thể nào mà chỉ gây ra những sự phiền toái vì số lượng lớn của chúng.